# Маэстри, Амброджо
Амброджо Маэстри (итал. Ambrogio Maestri, род. 1970, Павия, Италия) — итальянский оперный певец, баритон. В особенности известен как исполнитель роли Фальстафа.

## Биография
Амброджо Маэстри родился в 1970 году в Павии, учился игре на фортепиано и пению. Оперная карьера певца развивалась стремительно. В 1999 он выступил в Вашингтонской опере. Выступал в Италии на сценах Ла Скала в Милане, театра Сан-Карло в Неаполе, театра Реджо в Парме, Римского оперного театра, театре Реджо в Турине, театре Верди в Триесте, Арена-ди-Верона.
За рубежом пел в Немецкой Опере в Берлине, Национальном театре Сан-Карлуш в Лиссабоне, в Королевском оперном театре в Лондоне, в театре Реал в Мадриде, в Метрополитен-опера в Нью-Йорке, опере Сан-Франциско, Венской опере, театре Лисеу в Барселоне и на других площадках.
В репертуаре Маэстри — оперы основного мирового репертуара: «Лючия ди Ламмермур» и «Любовный напиток» Доницетти, «Аида», «Трубадур», «Сила судьбы», «Травиата», «Набукко», «Корсар», «Отелло», «Симон Бокканегра», «бал-маскарад», «Фальстаф», «Риголетто» Верди; веристские «Паяцы» Леонкавалло, «Валли» Каталани, «Сельская честь» Масканьи.
В 2003 году Маэстри спел Роландо в Битве при Леньяно в Театро Сан-Карло. В 2012 году он исполнил партию Дулькамары в опере Доницетти «Любовный напиток» в Вене, а осенью — в Метрополитен-опера с Анной Нетребко в роли Адины.
В 2009 году исполнил партию Амонасро в опере "Аида"  в Римском Оперном Театре   с Жанной Случае и Карло Коломбо.
В 2012 году снялся в фильме  Ферзана Озпетека «Присутствие великолепия».
В 2015 исполнил роль Скарпиа в опере Тоска, режиссерам был Дональд Runnicles в Берлинкой опере.

## Фальстаф

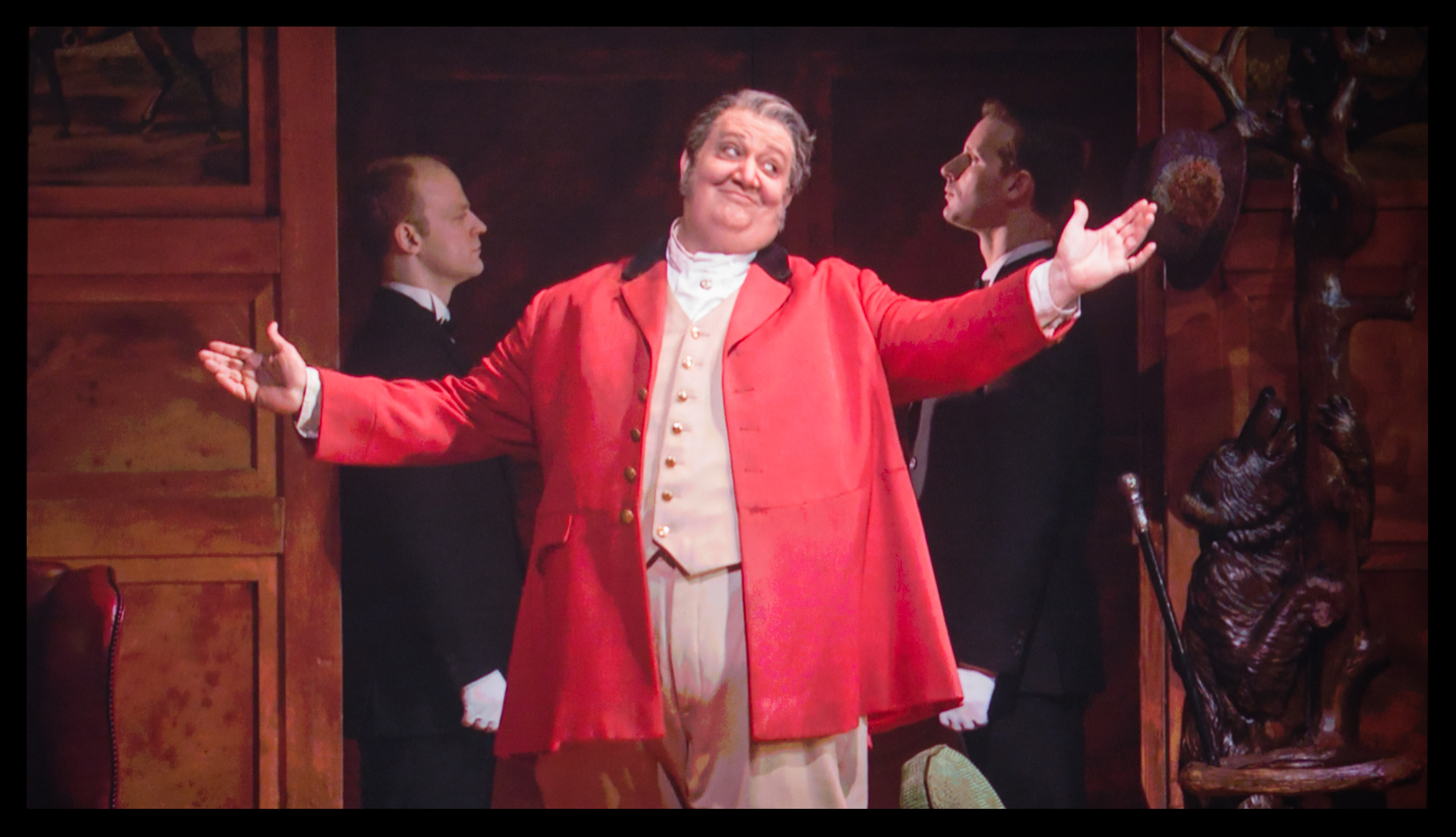
Метрополитен-опера, декабрь 2013

Амброджо Маэстри — крупный, толстый и обаятельный мужчина, словно специально созданный для роли Фальстафа. Знаменитый дирижёр Риккардо Мути выбрал Маэстри на эту роль в Ла Скала в 2001 году, так в молодом возрасте Маэстри спел свою коронную партию на самой престижной оперной сцене Италии.
Журнал Gramophone назвал его исполнение Фальстафа с нашумевшим выступлением Брина Терфеля. Критик из Financial Times назвал исполнение «титаническим», а музыкальный обозреватель The Independent в рецензии на постановку «Фальстафа» в Ковент-Гардене отмечал, что Маэстри в этой роли фантастически правдоподобен, блестяще воплощает все оттенки текста, а великолепная актёрская игра являет противоречивую натуру персонажа, развратного и властного обжоры, в глубине которого таится ранимая душа.
В декабре 2013 года Амброджо Маэстри в новой постановке Метрополитен-опера представил Фальстафа в юбилейный, двухсотый раз. По словам Риккардо Мути, сегодня Маэстри является лучшим исполнителем партии Фальстафа в мире.

## Записи
- Верди, «Фальстаф»: Метрополитен-опера, дирижёр Ливайн; Блит, Фанале, ван Хорн, Джеймсон, Джонсон, Маэстри, Мид, Оропеса, Вассало (Decca, Live, 2013)
- Верди, «Аида»: Флорентийский музыкальный май, дирижёр Мета; Берти, д’Интино, Хой, Маэстри, Престиа, Тальявини (Arthaus Musik, 2011)
- Верди, «Фальстаф»: Театр Реджио в Парме, дирижёр Баттистони; Барньези, Казалин, Денти, Гандиа, Маэстри, Пини, Сальси, Сауделли, Томазони, Васильева (C Major, 2011)
- Верди, «Фальстаф»: Цюрихская опера, дирижёр Гатти; Камарена, Каваллетти, Ферсини, Фриттоли, Либау, Маэстри, Неф, Сауделли, Шмид, Зиссет (C Major, 2011)
- Верди, «Аида»: Арена ди Верона, дирижёр Орен; д’Артенья, Берти, Хой, Маэстри, Тальявини, Тревизан, Ульбрих (OpusArte, 2012)
- Верди, «Набукко»: Муниципальный театр, Пьяченца, дирижёр Орен; Бурчуладзе, Грубер, Маэстри, Сиргуладзе (Arthaus Musik, 2004)
- Доницетти, «Любовный напиток»: Парижская национальная опера, дирижёр Гарднер; Грант Мёрфи, Гровс, Маэстри, Наури, Замйска (Bel Air, 2008)
- Верди, «Фальстаф»: Театр Верди в Буссето, Ла Скала, дирижёр Мути; Флорес, Фриттоли, Фронтали, Гавацци, Маэстри, Мюла (Euroarts, 2001)
- Верди, «Аида»: Арена ди Верона, дирижёр Велльбер; Казолла, Хой, Маэстри, Сампетрян, Сартори, Тальявини (Bel Air, 2014)